# Állatélettan
Az állatélettan a zoológia egyik szakterülete.
Az állatélettan tárgya az egészséges szervezet sejtjeiben, szöveteiben, szerveiben lezajló térbeli és időbeli folyamatok leírása és azoknak az egész szervezet működése szintjén történő magyarázata. A működések leírásához felhasználja a fizika, a kémia, a biofizika és a biokémia által nyújtott kvantitatív és kvalitatív vizsgáló eljárásokat.

## Az állatorvosi élettan
Az   állatorvosi élettan az állatorvostan-hallgatók képzése során az állatélettan teljes anyaga helyett annak csupán annak egy részét bemutató tantárgy.  Ez a tárgy az élettan azon fejezeteire összpontosít, amelyekre a későbbi stúdiumok során a hallgatónak, illetve munkája során az állatorvosnak szüksége lesz.